# Mẹ hổ bố mèo
Tiger Mom (Chinese: 虎妈猫爸, tựa Việt: Mẹ hổ bố mèo) là bộ phim truyền hình Trung Quốc phát sóng vào năm 2015 với sự tham gia của Triệu Vy và Đồng Đại Vi. Phim chiếu trên kênh Dragon TV và Tianjin TV từ ngày 3 đến 25 tháng 5 năm 2015. Đây là bộ phim đánh dấu sự trở lại của Triệu Vy sau 5 năm vắng bóng trên màn ảnh nhỏ.

## Nội dung
Phim xoay quanh câu chuyện về Tất Thắng Nam (Triệu Vy) - La Tố (Đồng Đại Vi) và đứa con gái Xuyến Xuyến lên năm.
Họ cùng trải qua một cuộc sống vui vẻ, đầy ấm cúng. Đến một ngày, Tất Thắng Nam phát hiện rằng nhiều bà mẹ xung quanh mình đã chuẩn bị đầy đủ mọi thứ cho tương lai con họ vậy mà con mình vẫn chưa có được gì hết. Để con có được tương lai tốt, cô không ngần ngại áp dụng những phương pháp dạy con cực kì hà khắc và đặt ra nhiều yêu cầu cao cho con mình. Bỗng một ngày nọ, Đường Lâm (Đổng Khiết) - mối tình đầu của La Tố, đồng thời là một chuyên gia giáo dục đã trở về nước.
Cách dạy con cùng sự mẫu thuẫn, trái ngược của hai vợ chồng khiến cuộc hôn nhân có nguy cơ đổ vỡ. Tuy nhiên, theo thời gian, cả ba cuối cùng đã có thể nhìn lại tình cảm dành cho nhau.

## Diễn viên
- Triệu Vy vai Tất Thắng Nam
- Đồng Đại Vỹ vai La Tố
- Phan Hồng vai Tôn Nhã Nhàn (mẹ La Tố)
- Quách Khải Mẫn vai La Tam Tỉnh (bố La Tố)
- Hàn Đồng Sinh vai Tất Đại Thiên (bố Tất Thắng Nam)
- Thôi Tân Cầm vai Dương Quốc Hoa (mẹ Tất Thắng Nam)
- Kỷ Tư Hàm vai La Xuyến Xuyến (con gái Tất Thắng Nam - La Tố)
- Đổng Khiết vai Đường Lâm
- Hàn Thanh vai Đỗ Phong (sếp Tất Thắng Nam, bố Đỗ Nhất Nặc)
- Vương Sâm vai Tất Nhiên (em trai Tất Thắng Nam)
- Lý Giai vai La Đan (chị La Tố)
- Lam Doanh Oánh vai Hoàng Lợi (thư ký cũ Đỗ Phong)
- Quách Hiểu Đình vai Triệu Gia Lạc (cô giáo lớp Xuyến Xuyến, bạn gái Tất Nhiên)
- Thôi Xán vai Đỗ Nhất Nặc (con trai Đỗ Phong)

## Ca khúc nhạc phim
| STT | Nhan đề                                         | Singer        | Thời lượng |
| --- | ----------------------------------------------- | ------------- | ---------- |
| 1.  | "Animal Forest (动物森林)" (Opening theme song) | Christine Fan |            |
| 2.  | "Tired (累)" (Ending theme song)                | Wang Gun      |            |
| 3.  | "Wont Return (不還)"                            | Claire Kuo    |            |
| 4.  | "The Thousandth Tears (一千萬次的淚水)"         | Miu Zhu       |            |

## Giải thưởng và đề cử
| Giải                                                         | Hạng mục                                | Đề cử               | Kết quả   |
| ------------------------------------------------------------ | --------------------------------------- | ------------------- | --------- |
| 11th National Top-Notch Television Production Award Ceremony | Outstanding Television Series           | Tiger Mom           | Đoạt giải |
| 1st China Quality Television Drama Ceremony                  | Quality Grand Award                     | Tiger Mom           | Đoạt giải |
| 1st China Quality Television Drama Ceremony                  | Audience Favorite TV Series (Dragon TV) | Tiger Mom           | Đoạt giải |
| 1st China Quality Television Drama Ceremony                  | Most Commercially Valuable Actor        | Tong Dawei          | Đoạt giải |
| 19th Huading Awards                                          | Best Director                           | Yao Xiaofeng        | Đoạt giải |
| 19th Huading Awards                                          | Top 10 Dramas                           | Tiger Mom           | Đoạt giải |
| 17th Huading Awards                                          | Best Director                           | Yao Xiaofeng        | Đề cử     |
| 17th Huading Awards                                          | Best Screenwriter                       | Shen Jie            | Đề cử     |
| 17th Huading Awards                                          | Best Actor                              | Tong Dawei          | Đoạt giải |
| 17th Huading Awards                                          | Best Actress                            | Zhao Wei            | Đề cử     |
| 17th Huading Awards                                          | Best Supporting Actor                   | Guo Kaimin          | Đoạt giải |
| 17th Huading Awards                                          | Best Producer                           | Huang Lan, Jing Lei | Đoạt giải |
| 17th Huading Awards                                          | Top 10 Dramas                           | Tiger Mom           | Đoạt giải |
| 13th Sichuan Television Festival                             | Best Actress                            | Zhao Wei            | Đề cử     |
| 10th China Audience Television Festival                      | Top Ten Favorite Television Series      | Tiger Mom           | Đoạt giải |
| 10th China Audience Television Festival                      | Top Ten Favorite Actor                  | Zhao Wei            | Đoạt giải |
| 20th Asian Television Awards                                 | Best Actress                            | Zhao Wei            | Đề cử     |
| 20th Asian Television Awards                                 | Best Actor                              | Tong Dawei          | Đề cử     |
| 22nd Shanghai Television Festival                            | Best Television Series                  | Tiger Mom           | Đề cử     |
| 22nd Shanghai Television Festival                            | Best Director                           | Yao Xiaofeng        | Đề cử     |
| 22nd Shanghai Television Festival                            | Best Writing                            | Shen Jie            | Đề cử     |
| 22nd Shanghai Television Festival                            | Best Actress                            | Zhao Wei            | Đề cử     |
| 22nd Shanghai Television Festival                            | Best Actor                              | Tong Dawei          | Đề cử     |
| 22nd Shanghai Television Festival                            | Best Supporting Actress                 | Dong Jie            | Đề cử     |
| 22nd Shanghai Television Festival                            | Best Supporting Actor                   | Han Tongsheng       | Đề cử     |
| 6th Macau International Television Festival                  | Best Supporting Actress                 | Cui Xinqin          | Đoạt giải |
| 7th China TV Drama Awards                                    | Best Supporting Actress                 | Dong Jie            | Đoạt giải |
| 2nd Hengdian Film and TV Festival of China                   | Best Television Series                  | Tiger Mom           | Đoạt giải |

## Phát sóng tại quốc gia
The series was picked up by Fox International Channels for global releases.
- Trung Quốc - Dragon Television & Tianjin Television — 3 May, 2015
- Hong Kong - STAR Chinese Channel & TVB (dubbed in Cantonese)
- Singapore - VV Drama & Mediacorp Channel 8
- Malaysia - Unifi & NTV7 - 2015
- Đài Loan – STAR Chinese Channel & TVBS-G — ngày 31 tháng 8 năm 2015
- Hoa Kỳ – Dish Network — 2015
- Canada – Rogers TV — 2015
- Thái Lan – TPBS - 31 May, 2018
- Việt Nam – HTV7 - ngày 17 tháng 9 năm 2015
- Indonesia – MyTV - ngày 1 tháng 2 năm 2019 (before My News Prime program)

## Phiên bản Việt hóa
Vũ Ngọc Đãng sẽ thực hiện phiên bản 'Mẹ ác ma, cha thiên sứ'. Anh cho biết thêm: "Phim gốc 45 tập, mỗi tập 45 phút, qua Việt Nam rút ngắn thành 22 tập, mỗi tập 60 phút. Kịch bản phim viết lại, được bỏ và thay đổi nhiều tuyến nhân vật cho khác với bản gốc". Mẹ "ác ma" do Minh Hằng hóa thân. Đây cũng là lần đầu tiên Minh Hằng vào vai người mẹ. Vai người cha "thiên sứ" là gương mặt mới: Huy Anh, từng đóng phim chiếu rạp Hot boy nổi loạn 2 của Vũ Ngọc Đãng. Ngoài ra, phim còn có sự tham gia của Ngân Chi, Khả Như, Jun Vũ, Hoàng Trung, Uyển Ân, Emma Le.